# Applicable Analysis
Applicable Analysis is een internationaal, aan collegiale toetsing onderworpen wetenschappelijk tijdschrift op het gebied van de toegepaste wiskunde.
De naam wordt in literatuurverwijzingen meestal afgekort tot Hist. Anthropol.
Het tijdschrift is opgericht in 1971 en wordt uitgegeven door Taylor & Francis.